# Renault Type PI e Type PZ
Le Type PI e PZ sono due autovetture di fascia alta prodotte tra il 1927 ed il 1928 dalla casa automobilistica francese Renault.

## Profilo
Queste vetture di gran livello e dall'indiscussa eleganza nacquero per sostituire le Type JY ed MG. Rispetto a queste ultime però, le Type PI e PZ perdono in personalità, abbandonando lo skiff design per tornare a linee più austere e convenzionali. In questo senso, tali vetture riacquisirono uno schietto stile anni venti. Meccanicamente, le PI e le PZ ereditarono il motore della Type MG, ossia un 6 cilindri in linea da 4767 cm³. Rispetto alle loro due antenate, il telaio era più grande, di passo maggiorato, in modo da accrescere ulteriormente il già alto livello di abitabilità. Prodotta prevalentemente in configurazione limousine, fu prodotta fino alla fine del 1928. Dopo un anno di pausa, fu sostituita dalla Renault Nervastella nel 1930.